# Светит, да не греет (фильм, 1911)
«Светит, да не греет» — фильм 1911 года, снятый по одноимённой пьесе А. Н. Островского и Н. Я. Соловьева. Режиссёр и сценарист Петр Чардынин. Оператор Луи Форестье. В главных ролях сыграли Любовь Варягина, Павел Бирюков, Александра Гончарова, Арсений Бибиков .

## История
Ханжонков снял фильм по пьесе А. Н. Островского и Н. Я. Соловьева «Светит, да не греет». Сценаристом и режиссёром выступил Петр Чардынин, оператор Луи Форестье. Роль Реневой исполнила Любовь Варягина, Робачева сыграл Павел Бирюков, роль Оль исполнила Александра Гончарова, а Василькова сыграл Арсений Бибиков.
Съемки фильма проходили весной 1911 года, фильм был снят в рекордный срок — 3 дня. Съемки всех эпизодов проходили на террасе и в саду на даче Ханжонкова в Крылатском, а также на берегу Москвы-реки.

## Сюжет
Помещица Ренева давно уехала из своей усадьбы. Сейчас там живёт управляющий Васильков и его дочь Оля. Оля полюбила соседа помещика Робачева, и он отвечает ей взаимностью. Молодые люди хорошо проводят время до тех пор, пока в усадьбу не приезжает её владелица. Ей надоело путешествовать за границей и хочется немного уединения. Ренева — красавица, которая не знает недостатка в поклонниках, постепенно начинает скучать. Однажды она видит нежную сцену между Олей и Робачевым и у неё появляется идея увлечь юношу, который влюблен в деревенскую девушку. Она начинает действовать и замечает, что Робачев начинает забывать Олю и подпадает под очарование Реневой. Одновременно с этим в сердце Оли разворачивается настоящая драма разбитого сердца и несчастной первой любви. Робачев и Ренева идут кататься на лодке, Оля крадется за ними и видит, как они целуются. Девушка бросается в реку и тонет. Когда Робачев видит тело девушки, которое вытащили на берег, он понимает, какую ошибку совершил.

## В главных ролях
- Любовь Варягина — Ренева
- Павел Бирюков — Робачев
- Александра Гончарова — Оля
- Арсений Бибиков — Васильков[1][3].